# Julio Salas
Julio César Salas Morales (Navojoa, Sonora, México; 18 de agosto de 1994) es un futbolista mexicano. Juega como mediocampista en el Club Irapuato, de la Liga Premier de Ascenso.

## Trayectoria
Comenzó jugando en  2008 con los Generales de Navojoa de la Tercera División de México. En el 2010 llegó al equipo sub-17 del Club Santos Laguna en donde consiguió llegar a la final del Apertura 2012, perdiendo ante el Club de Fútbol Pachuca. A partir del 2013 pasó a jugar con el equipo de la categoría sub-20. En febrero fue convocado para participar en el Torneo de Viareggio. El 30 de noviembre Santos venció de visitante por marcador de 0-1 al Club León en el Estadio León y así se coronó campeón del Torneo Apertura 2013 Sub-20.
Participó de nuevo cuenta en el Torneo de Viareggio de 2014, jugó los tres partidos que disputó su equipo y anotó un gol. El 19 de agosto de 2014 debutó en la Copa México junto con otros cuatro jugadores de las fuerzas básicas de Santos, en la victoria como local de Santos ante Correcaminos de la UAT por marcador de 3-0, entró de cambio al minuto 70 en lugar de Christian Ramírez.

## Palmarés

### Campeonatos nacionales
| Título                            | Equipo             | País   | Año    |
| --------------------------------- | ------------------ | ------ | ------ |
| Primera División de México Sub-20 | Club Santos Laguna | México | A-2013 |
| Copa México                       | Club Santos Laguna | México | A-2014 |